# Pohlia proligera
Pohlia proligera (deutsch Brutbildendes Pohlmoos) ist eine Laubmoos-Art aus der Familie Mniaceae. Ein Synonym ist Webera proligera Breidl.

## Merkmale
Das Moos wächst herdenweise oder in lockeren bis dichten Rasen. Die aufrechten Pflanzen sind bis 2,5 Zentimeter hoch, selten höher, gelblichgrün bis blaugrün und trocken metallisch glänzend. Die lanzettlichen, am Stämmchen leicht herablaufenden Blätter sind trocken aufrecht abstehend, feucht spreizend. Die Blattränder sind flach oder oben zurückgebogen, unten ganzrandig, oben gezähnt. Die Laminazellen der Blattmitte sind verlängert rhombisch bis linealisch rechteckig, 6 bis 9 (selten bis 11) Mikrometer breit und dünnwandig. Am Rand befindet sich meist eine Reihe mit schmäleren und längeren Zellen. Am Blattgrund sind sie kürzer und breiter als die der Blattmitte.
Die Art ist diözisch. Die bis 3 Zentimeter lange Seta ist orange bis rötlich. Die Sporenkapsel verlängert birnförmig und waagrecht bis nickend, der Kapselhals ist deutlich entwickelt. Das äußere Peristom ist gelb und papillös, das innere hyalin und fein papillös. Sporen sind 15 bis 23 Mikrometer groß und papillös. 
Pohlia proligera ist eine von mehreren Pohlia-Arten mit Bulbillen (Brutkörpern) in den Blattachseln. Diese befinden sich jeweils zahlreich in den oberen Blattachseln steriler Pflanzen. Sie sind 150 bis 500 Mikrometer lang und bis 60 Mikrometer breit.

## Standortansprüche und Verbreitung
Das Moos wächst auf saurem, aber auch basenreichem, eher trockenem, nährstoffreichem Boden an sonnigen bis beschatteten Stellen, so an Böschungen, auf Forstwegen, in Felsspalten oder Mauerfugen, in Sandgruben oder Steinbrüchen. Die Verbreitungsschwerpunkte in Europa sind der Norden und in Mitteleuropa die montane Höhenstufe der Gebirge. In den Zentralalpen kommt es zerstreut vor, sonst ist es selten. Weitere Vorkommen gibt es in Nordamerika und auf Grönland.